# Мадагаскарски жасмин
Мадагаскарския жасмин (Stephanotis floribunda) е вид растение от семейство Устрелови (Asclepiadaceae). Отглежда се заради красивите си бели цветове с наситен аромат и ясно зелени дебели листа с размер от 5 до 10 cm. Аромата силно напомня този на истинския жасмин, въпреки че като видове не са роднини. Стефанотиса принадлежи към към Asclepiadaceae докато жасмина към Oleaceae. В България се отглежда в домашни условия, през лятото може да се изнесе на открито. Добре е да му се подсигури по-висока въздушна влажност или да се опръсква. Достига на дължина от 2 до 6 метра. Цветовете са восъчно бели и могат да добият леко жълтеникав оттенък след седмица. Препоръчителни температури на отглеждане от 18 °C до 28 °C, да се избягва падането им под 7 °C. Обича ярка светлина, но не и директно слънце. Изисква добър дренаж на почвата. Поддържа се непрекъснато влажна по време на активния период на растеж. През останалото време е добре почвата да пресъхва преди полване.

## Размножаване
Чрез резници или от семена.